# 中央蘇區第四次反圍剿戰爭
，指中国国共内战前期，1933年2－3月间，中國國民政府国民革命军同共產黨中国工农红军发生的第四次战争。

## 名稱
此次戰事名稱，中華民國方面稱其為「第四次江西剿共」或「第四次江西剿匪」，民間一般簡稱「第四次圍剿」；中華人民共和國方面稱其為「中央苏区第四次反围剿」或「中央革命根据地第四次反围剿」，民間一般簡稱「第四次反圍剿」；国际上一般称为（意思是「對江西蘇區的第四次圍剿」）。

## 背景
九一八事变和一二八事变相继发生后，国民政府军事重点北移应对日本的军事行动，在江西对红军转入守势。1932年5月《淞沪停战协定》签约后，国民政府北方军事压力减弱，遂重新开始筹备对红军的围剿。国民革命军进剿苏区外围较弱的鄂豫皖苏区和湘鄂边苏区，成功将两地红军击败。1933年1月，榆关抗战爆发，红军乘机起兵新淦、撫州、東鄉，包围南昌，占领江西二十餘縣。2月，国军集中兵力对中央苏区发动进攻。
中国共产党则在同时陷入内部倾轧，前三次反围剿的主要军事领导人毛泽东已于1932年10月的宁都会议上被解除军权，托病隐居于闽西长汀福音医院。中央苏区的领导人是1933年1月7日刚刚从上海迁来中央苏区的博古等人，前线实际指挥者是红一方面军总司令朱德和政委周恩来。为了应对国民政府的军事压力，中共中央军委将红十二军和红二十一军划归红一方面军，使其下属兵力达到三个军团和四个军，令其在國军部署尚未完成之际，先发制人消灭抚河流域國军主力，进而夺取整个江西。

### 双方参战部队
国军方面，以蒋介石为赣粤闽边区剿匪总司令，何应钦为实际指挥官，兵分三路：
- 左路军为蔡廷锴指挥下的十九路军和福建地方部队，共计6个师和一个旅，负责福建方面的牵制作战，就地清剿红军；
- 右路军为余汉谋指挥下的广东军队，共计也是6个师和一个旅，负责广东和湖南境内的牵制作战，就地清剿红军；
- 中路军为主力进剿部队，由陈诚指挥的蒋介石嫡系部队18路军12个师组成，又编为三个纵队：
  - 第1纵队，罗卓英指挥第11、第52、第59师，向乐安、宜黄地区集中；
  - 第2纵队，吴奇伟指挥第10、第14、第27、第90师，向抚州、龙骨渡地区集中；
  - 第3纵队，赵观涛指挥第5、第6、第9、第79师，向金溪、浒湾地区集中。

除此之外，第43师为中路军预备队。另有五个师另两个旅，分别在南城、南丰、乐安、崇仁、永丰等地担任守备任务。
红军方面，在红一方面军指挥下作战的有红一军团、红三军团、红五军团，以及红十一军、红十二军、红二十一军、红二十二军，共计7万余人，集中于黎川地区。另外，红军还将地方武装合编为五个纵队，在福建、江西南部配合主力作战。

## 经过
按照中共中央军委的指令，红一方面军自2月9日起开始主动出击，对南丰发起进攻，然遭到南丰守军陶峙岳第8师的坚决抵抗，红三军团红三师师长彭鳌战死于城下。红军被迫撤围，准备袭击援军。国民政府方面在得到红军动向消息后，迅速调集中路军主力南下南丰，准备与红军决战。
红军指挥员朱德、彭德怀鉴于敌强我弱，遂令红十一军伪装成为主力部队吸引国军中路军2、3两纵队往黎川地区调动，同时将其余主力部队集结于广昌以西休息待机。国军指挥员陈诚中计，将红十一军认作红军主力，命令第1纵队集结于宜黄以南，第2纵队自南丰出击建宁，第3纵队正面进攻黎川，预备将红军包围于黎川加以歼灭。
红军在发现国军动向后，抓住第1纵队第52、59两个师与其他部队相隔较远且疏于配合之机，决定由红一军团、红三军团和红二十一军伏击52师，由红五军团和红二十二军伏击59师。2月27日，战役在登仙桥和黄陂相继打响，3月1日，52师和59师全军被歼，师长李明和陈时骥被俘（李明后因伤势过重而死）。由于国军第2纵队和第3纵队兼程来援，红军放弃了继续伏击第11师的计划，转入休整。
3月中旬，陈诚调整军事部署，以第2纵队为前军，以第1纵队余部和第3纵队为后军，向广昌地区进攻。红军则仍然以红十一军伪装主力，摆出保卫广昌的态势，主力则潜入后军北方。陈诚再次中计，强令前军加速前进包围红军，造成前后两军脱节50公里。3月20日，主力红军在草台岗突然袭击后军的第11师，到次日中午，歼灭了11师的主力，重伤师长萧乾。在此情况下，国军被迫撤出中央苏区，笫四次战事结束。4月，江西新淦為中國工農紅軍攻克。

## 結果
此次战斗至1933年3月，蒋中正的直属部队遭到了惨重损失，近三个师被全歼，使其痛心异常；隨後，蔣中正離開江西進行對日本的長城抗戰。但是这次战争的失败并没有动摇蒋中正进剿中央苏区的决心，于5月31日与日本签订了著名的塘沽协定后，腾出手来于10月集结100万兵力（含50万中央军），对中央苏区亲自指挥了一轮新的攻势，中央苏区被迫开始第五次反围剿。而红军领导人博古转而重用共产国际于9月25日派来的顾问李德，造成战略严重失误，被蒋介石以持久战和堡垒主义最终将红军主力逐出中央苏区。